# Loxocera formosana
Loxocera formosana är en tvåvingeart som beskrevs av Willi Hennig 1940. Loxocera formosana ingår i släktet Loxocera och familjen rotflugor.
Artens utbredningsområde är Taiwan. Inga underarter finns listade i Catalogue of Life.